# Bruinplaatbundelridderzwam
De bruinplaatbundelridderzwam (Lyophyllum fumosum) is een schimmel behorend tot de familie Lyophyllaceae.

## Kenmerken
Morfologisch lijkt hij op de bruine bundelridderzwam (Lyophyllum decastes), met het verschil dat hij een donkerder gekleurde hoed en grotere vruchtlichamen heeft. Hij komt ook in groepen op dezelfde plaatsen voor.

## Verspreiding
De bruinplaatbundelridderzwam komt voor in Europa, Noord-Amerika en enkele Aziatische landen. In Nederland komt hij matig algemeen voor.